# Obligationsmarknad

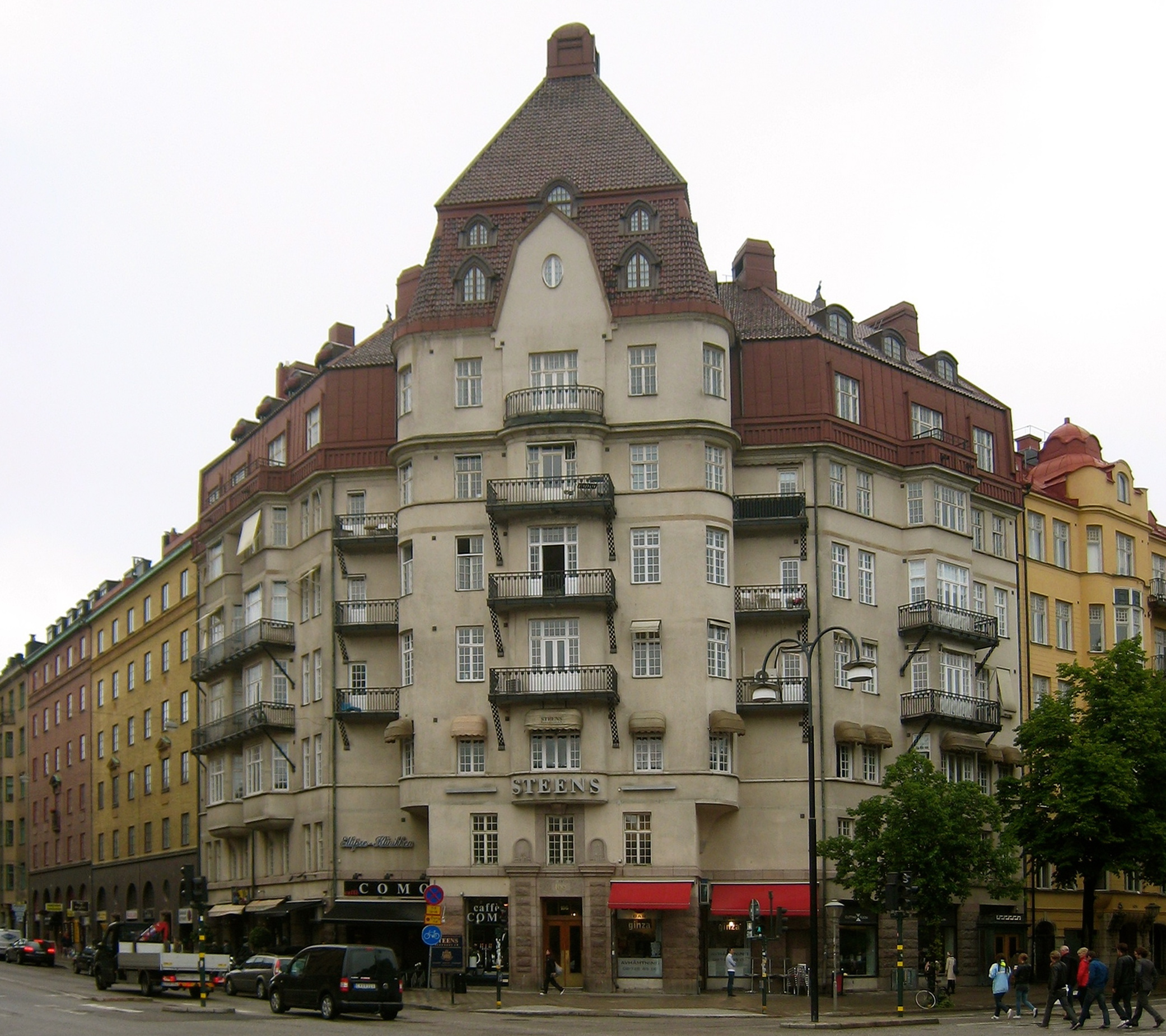
En stor del av den svenska bostadsutlåningen finansieras via obligationsmarknaden.

Obligationsmarknaden är den del av räntemarknaden som omfattar handel med obligationer. Obligationsmarknadens viktigaste funktion är att sammanföra aktörer som förvaltar långsiktigt sparande, till exempel pensionsfonder, med aktörer som är i behov av lånekapital, till exempel företag eller bostadsköpare.

## Allmänt
Obligationer ges ut av exempelvis stater, bostadsinstitut, kommuner eller företag och kan enkelt överlåtas mellan innehavare. På obligationsmarknaden sammanförs de aktörer som förvaltar långsiktigt sparande med dem som är i behov av lånekapital. Obligationsmarknaden kan delas in i en primärmarknad, där nya obligationer ges ut (emitteras), och en sekundärmarknad, där obligationerna köps och säljs vidare. En försäljning på primärmarknaden ger ett betalningsflöde direkt till utfärdaren av obligationen. Utfärdaren av obligationen är således låntagare på marknaden. De dominerande låntagarna på Sveriges obligationsmarknad är staten och bostadsinstituten. Utgivning av obligationer hör ofta samman med ett finansieringsbehov som sträcker sig över lång tid. Placerarna på obligationsmarknaden har ofta också ett intresse av ett mer långsiktigt innehav. Den som köpt en obligation vid emissionstillfället kan även välja att sälja den vidare på sekundärmarknaden. Om sekundärmarknaden fungerar väl skapas god likviditet i handeln, vilket leder till att obligationerna blir mer attraktiva för placerarna. Detta leder i sin tur till minskade upplåningskostnader för emittenterna på primärmarknaden.

## Den svenska obligationsmarknaden

### Emissionsförfarande

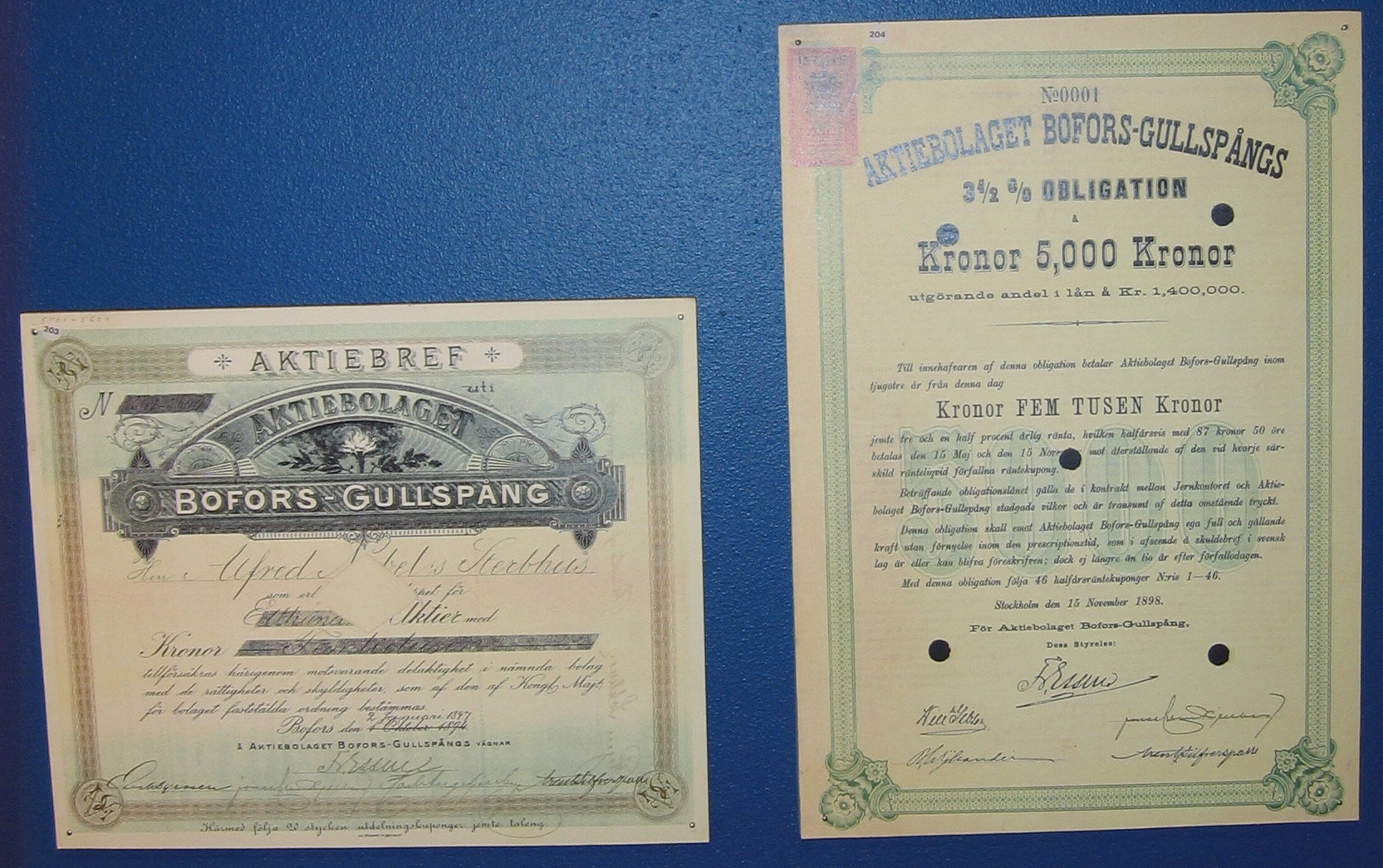
Aktiebrev och obligation, emitterade av Bofors i november 1898.

På primärmarknaden emitteras statsobligationer som försäljs genom auktioner, där Riksgäldskontorets auktoriserade återförsäljare deltar. Återförsäljare är ett antal banker och värdepappersbolag som Riksgäldskontoret ingått avtal med. I dagsläget används sex eller sju återförsäljare, beroende på vilken form av värdepapper som ska auktioneras ut. Enligt återförsäljningsavtalen åtar sig återförsäljarna att vara marknadsgaranter (engelska: market makers). Att vara marknadsgarant innebär ett åtagande om att lämna bud i alla emissioner och att till kunder ställa priser på värdepapper som staten gett ut.
Även bostadsinstituten ger ut sina obligationer genom auktoriserade återförsäljare, som består av banker och värdepappersbolag. På primärmarknaden för bostadsobligationer sker dock inget auktionsförfarande utan försäljningen till återförsäljarna sker löpande efter bostadsinstitutens lånebehov, så kallad on tap-försäljning. Företag har ofta avtal med en eller flera banker om låneprogram inom vilka företagen emitterar obligationer till vissa i förväg bestämda villkor. Som tidigare nämnts emitterar företag även värdepapper utomlands och omvandlar sedan lånen till svenska kronor med hjälp av derivatinstrument. Eftersom omvandlingen till svenska kronor inte beaktas i statistikberäkningen, ger statistiken i praktiken en underskattning av företagens upplåning i svenska kronor.
Vid sidan av de företagsemissioner som riktar sig till en större krets placerare finns en marknad för riktade emissioner (s.k. private placements). Med dessa avses oftast obligationslån som i sin helhet placeras hos en eller ett fåtal investerare. Villkoren är föremål för förhandlingar och utformningen av emissionen anpassas i stor utsträckning till investerarens önskemål. Det har blivit allt vanligare att företag väljer denna form av obligationsupplåning.

### Emittenter

#### Staten
Den största emittenten på den svenska obligationsmarknaden är staten. Statens upplåning på obligationsmarknaden via Riksgälden finansierar underskotten i den svenska statsbudgeten. Statsobligationer svarade i slutet av 2004 i samma land för knappt hälften av den utestående stocken på obligationsmarknaden, vilket motsvarade ca 770 miljarder svenska kronor. Detta innebar en ökning med 40 miljarder svenska kronor jämfört med utgången av föregående år.

#### Bostadsinstitut
Den näst största gruppen av emittenter är bostadsinstituten, dvs. i Sverige i huvudsak affärsbankerna och SBAB. Bostadsinstituten emitterar obligationer främst för att finansiera utlåning till allmänhetens köp av fastigheter. Bostadsinstitutens samlade upplåning i Sverige hade vid slutet av 2004 ökat med tre miljarder svenska kronor till 552 miljarder svenska kronor jämfört med utgången av föregående år. Detta kan jämföras med en ökning om ca 60 miljarder svenska kronor mellan slutet av 2002 och slutet av 2003. Bostadsinstitutens upplåning svarade i Sverige för drygt en tredjedel av den totala utestående stocken på landets obligationsmarknad.

#### Ickefinansiella företag
Även de ickefinansiella företagen kan genom utgivning av obligationslån skaffa sig kapital. De ickefinansiella företagens upplåning på den svenska obligationsmarknaden svarade vid utgången av 2004 för ca 110 miljarder svenska kronor, vilket var en minskning om knappt tio miljarder kronor jämfört med föregående år. Många företag, främst större börsbolag, vänder sig till internationella företagsobligationsmarknader i euro eller amerikanska dollar för att få tillgång till kapital. I regel används derivatinstrument, främst valutaswappar, för att omvandla lånet i utländsk valuta till svenska kronor.

#### Kommuner och landsting
Endast åtta kommuner och två landsting hade i Sverige vid utgången av 2004 utestående börsnoterade obligationslån i eget namn. Av dessa tio hade Stockholms läns landsting den i särklass största utestående stocken. Bland kommunerna hade Sundsvalls kommun och Södertälje kommun störst utestående stockar. Utöver dessa hade ytterligare 125 kommuner och tre landsting utestående obligationslån i samverkan med Kommuninvest. Kommunernas upplåning uppgick vid slutet av året till ca 13 miljarder svenska kronor, vilket var en smärre minskning jämfört med utgången av föregående år.

#### Banker
Även svenska banker och ”övriga kreditmarknadsföretag” ökade sin upplåning via obligationsmarknaden under 2004. För bankernas del innebar detta en ökning på drygt 50 procent till 70 miljarder svenska kronor. Upplåningen för övriga kreditmarknadsföretag motsvarade drygt 60 miljarder svenska kronor.

### Placerare

#### Försäkringsbolag och utland
Bland placerarna på den svenska obligationsmarknaden hade kategorin ”utlandet” och försäkringsbolagen de största innehaven i slutet av 2004. Vid utgången av 2004 hade försäkringsbolagen ökat sitt innehav på obligationsmarknaden med ca 60 miljarder kronor i jämförelse med föregående år till drygt 600 miljarder svenska kronor, vilket motsvarade drygt två femtedelar av totalt utestående belopp. Även utlandet ökade sitt innehav på den svenska obligationsmarknaden i slutet av 2004 i jämförelse med föregående år, vilket innebar en ökning med ungefär 70 miljarder svenska kronor till drygt 530 miljarder svenska kronor. Detta motsvarade en tredjedel av det totala utestående beloppet.

#### AP-fonderna och svenska banker
Bankernas innehav på den svenska obligationsmarknaden minskade med en tredjedel till drygt 130 miljarder svenska kronor vid utgången av 2004 jämfört med innehaven föregående år. Kategorin ”företag och övriga” minskade sitt innehav på obligationsmarknaden till närmare 200 miljarder svenska kronor vid utgången av 2004. AP-fondernas innehav av svenska obligationer har minskat betydligt över åren, men hade vid utgången av 2004 ökat något jämfört med föregående år. AP-fondernas innehav på obligationsmarknaden motsvarade drygt 130 miljarder svenska kronor.

### Handelsstruktur
En aktiv sekundärmarknad, dvs. en andrahandsmarknad, i obligationer finns huvudsakligen för stats- och bostadsobligationer, medan företagsobligationer normalt hålls till förfall av placerarna. Statsobligationerna är, som en följd av att de ges ut i stora volymer och har en låg kreditrisk, de värdepapper som har den största omsättningen på obligationsmarknaden.
Marknaden för statsobligationer är till stor del fortfarande en telefonmarknad, även om det förekommer en viss utveckling mot en mer terminalbaserad marknad. I maj 2001 introducerades en elektronisk plattform för interbankhandel i statsobligationer. För närvarande sker handeln på denna med tre så kallade benchmarkobligationer, vilka är de mest omsatta statsobligationerna med löptider om två, fem respektive tio år.
Jämfört med aktiehandeln sker betydligt färre avslut på räntemarknaden, men vanligtvis till avsevärt högre belopp. Eftersom antalet affärer är relativt litet används i stor utsträckning marknadsgaranter, som ställer köp- och säljkurser både i handeln sinsemellan och i handeln med kunder. Handeln mellan marknadsgaranterna brukar kallas ”interbankhandel”, medan övrig handel brukar kallas ”kundhandel”. All kundhandel, även sådan där varken slutlig köpare eller säljare är en marknadsgarant, sker via en marknadsgarant som motpart. Att marknadsgaranten går in som motpart och alltså utför affären mot eget lager hänger samman med att de fåtaliga avsluten inte möjliggör orderdriven handel. Eftersom marknadsgaranterna hela tiden ställer tvåvägspriser mot varandra blir prisskillnaderna dem emellan obetydliga.
Som stöd för interbankhandeln finns särskilda mäklarhus. I den institutionella räntehandeln är dessa s.k. brokers väletablerade internationella företag. De har enbart institutionella aktörer som kunder och tar inga egna positioner. Interbankaktörerna kan välja att annonsera sina intressen via en broker för att slippa visa dem för sina konkurrenter. En interbankaktör vet inte vem som finns ”på andra sidan” av en affär, bara att det är en sedan tidigare godkänd motpart. En majoritet av marknadsgaranterna i statsobligationer uppträder också som marknadsgaranter i bostadsobligationer. Eftersom handeln i företagsobligationer inte är så omfattande i Sverige är det ovanligt att både köp- och säljpriser noteras för dessa.

### Officiella dokument
- Munck, Johan mfl; Sverige. Värdepappersmarknadsutredningen (2006). En ny lag om värdepappersmarknaden (Elektronisk resurs) : huvudbetänkande. Statens offentliga utredningar, 0375-250X ; 2006:50. Stockholm: Fritze. Libris 11437428. Arkiverad från originalet den 10 juli 2012. https://web.archive.org/web/20120710193711/http://www.regeringen.se/content/1/c6/06/29/08/34e6f069.pdf. Läst 19 juli 2012 Arkiverad 10 juli 2012 hämtat från the Wayback Machine.